# 勝木一嘉
勝木 一嘉（かつき かずよし、1956年1月10日 - ）は、日本の元漫画家。石川県出身。別名義にあたりやきんのすけがある。

## 略歴
18歳のとき、『週刊少年ジャンプ』に『かわいいギャンブラー』を連載してデビュー。その後、『月刊コロコロコミック』に原稿を持ち込んで、編集者平山隆に認められ、同誌に『金メダルマン』など「金メダル」シリーズを連載（主人公の名前「たかし」は平山から採った）。金メダルマン終了後は「怪盗ピッカマン」、「おれ!チョロ獣」を連載した。おれ!チョロ獣の終了後、あたりやきんのすけに改名し、読みきりを発表。その後、テニスクラブで相場師と出会ったことから、自らも相場を始め、漫画家を廃業し相場師を目指す。田舎に家を建てたときバブル崩壊に遭い、広告業と加工工場の経営に転じる。その後、相場の世界に戻ったが、リーマン・ショックでまたも危機に立たされる。2010年現在、デイトレードをしながら工場経営と、地元会社のこみみ情報局に務めている。